# Philodicus yirolensis
Philodicus yirolensis är en tvåvingeart som beskrevs av Blasdale 1957. Philodicus yirolensis ingår i släktet Philodicus och familjen rovflugor. Inga underarter finns listade i Catalogue of Life.